# Associazione Calcio Como 1953-1954
Questa voce raccoglie le informazioni riguardanti l'Associazione Calcio Como nelle competizioni ufficiali della stagione 1953-1954.

## Rosa
| N. |                   | Ruolo | Calciatore         |
| -- | ----------------- | ----- | ------------------ |
|    | Italia (bandiera) | P     | Ezio Bardelli      |
|    | Italia (bandiera) | D     | Giampiero Bartoli  |
|    | Italia (bandiera) | D     | Adelmo Battistella |
|    | Italia (bandiera) | C     | Franco Baucè       |
|    | Italia (bandiera) | D     | Umberto Boniardi   |
|    | Italia (bandiera) | D     | Ivo Brancaleoni    |
|    | Italia (bandiera) | A     | Emilio Caprile     |
|    | Italia (bandiera) | C     | Piero Cazzaniga    |
|    | Italia (bandiera) | D     | Elio Ferrazzi      |
|    | Italia (bandiera) | A     | Vittorio Ghiandi   |
|    | Italia (bandiera) | D     | Romano Grassi      |
|    | Italia (bandiera) | A     | Mario Gritti       |

| N. |                   | Ruolo | Calciatore           |
| -- | ----------------- | ----- | -------------------- |
|    | Italia (bandiera) | A     | Francesco Malighetti |
|    | Italia (bandiera) | C     | Gianmarco Mezzadri   |
|    | Italia (bandiera) | A     | Spartaco Moneta      |
|    | Italia (bandiera) | D     | Luigi Origgi         |
|    | Italia (bandiera) | A     | Nilo Palazzoli       |
|    | Italia (bandiera) | A     | Bruno Piemonte       |
|    | Italia (bandiera) | A     | Giuseppe Radaelli    |
|    | Italia (bandiera) | P     | Vincenzo Rigamonti   |
|    | Italia (bandiera) | A     | Angelo Turconi       |
|    | Italia (bandiera) | C     | Corrado Viciani      |
|    | Italia (bandiera) | C     | Giovanni Zanollo     |

## Risultati

### Serie B

#### Girone di andata
| 13 settembre 1953 1ª giornata | Como | 2 – 0 | Piombino |  |

| 20 settembre 1953 2ª giornata | Como | 4 – 0 | Padova |  |

| 27 settembre 1953 3ª giornata | Pavia | 0 – 1 | Como |  |

| 4 ottobre 1953 4ª giornata | Como | 0 – 0 | Alessandria |  |

| 11 ottobre 1953 5ª giornata | Verona | 1 – 1 | Como |  |

| 18 ottobre 1953 6ª giornata | Fanfulla | 1 – 2 | Como |  |

| 8 novembre 1987 7ª giornata | Como | 1 – 1 | Salernitana |  |

| 1º novembre 1953 8ª giornata | Marzotto Valdagno | 0 – 1 | Como |  |

| 21 settembre 1947 9ª giornata | Como | 0 – 0 | Cagliari |  |

| 22 novembre 1953 10ª giornata | Pro Patria | 1 – 0 | Como |  |

| 29 novembre 1953 11ª giornata | Como | 4 – 1 | Monza |  |

| 6 dicembre 1953 12ª giornata | Brescia | 2 – 0 | Como |  |

| 20 dicembre 1953 13ª giornata | Modena | 0 – 0 | Como |  |

| 27 dicembre 1953 14ª giornata | Como | 2 – 2 | Lanerossi Vicenza |  |

| 1º gennaio 1947 15ª giornata | Messina | 1 – 0 | Como |  |

| 10 gennaio 1954 16ª giornata | Catania | 1 – 1 | Como |  |

| 17 gennaio 1954 17ª giornata | Como | 1 – 0 | Treviso |  |

#### Girone di ritorno
| 31 gennaio 1954 18ª giornata | Piombino | 1 – 0 | Como |  |

| 7 febbraio 1954 19ª giornata | Padova | 1 – 0 | Como |  |

| 14 febbraio 1954 20ª giornata | Como | 2 – 0 | Pavia |  |

| 21 febbraio 1954 21ª giornata | Alessandria | 2 – 1 | Como |  |

| 28 febbraio 1954 22ª giornata | Como | 1 – 0 | Verona |  |

| 7 marzo 1954 23ª giornata | Como | 2 – 0 | Fanfulla |  |

| 14 marzo 1954 24ª giornata | Salernitana | 1 – 1 | Como |  |

| 21 marzo 1954 25ª giornata | Como | 1 – 0 | Marzotto Valdagno |  |

| 28 marzo 1954 26ª giornata | Cagliari | 3 – 2 | Como |  |

| 4 aprile 1954 27ª giornata | Como | 1 – 2 | Pro Patria |  |

| 18 aprile 1954 28ª giornata | Monza | 0 – 0 | Como |  |

| 25 aprile 1954 29ª giornata | Como | 2 – 0 | Brescia |  |

| 2 maggio 1954 30ª giornata | Como | 2 – 0 | Modena |  |

| 9 maggio 1954 31ª giornata | Lanerossi Vicenza | 1 – 1 | Como |  |

| 16 maggio 1954 32ª giornata | Como | 1 – 0 | Messina |  |

| 23 maggio 1954 33ª giornata | Como | 0 – 0 | Catania |  |

| 30 maggio 1954 34ª giornata | Treviso | 0 – 0 | Como |  |

## Statistiche

### Statistiche di squadra
| Competizione | Punti | In casa | In casa | In casa | In casa | In casa | In casa | In trasferta | In trasferta | In trasferta | In trasferta | In trasferta | In trasferta | Totale | Totale | Totale | Totale | Totale | Totale | DR  |
| Competizione | Punti | G       | V       | N       | P       | Gf      | Gs      | G            | V            | N            | P            | Gf           | Gs           | G      | V      | N      | P      | Gf     | Gs     | DR  |
| ------------ | ----- | ------- | ------- | ------- | ------- | ------- | ------- | ------------ | ------------ | ------------ | ------------ | ------------ | ------------ | ------ | ------ | ------ | ------ | ------ | ------ | --- |
| Serie B      | 40    | 17      | 11      | 5       | 1       | 26      | 6       | 17           | 3            | 7            | 7            | 11           | 16           | 34     | 14     | 12     | 8      | 37     | 22     | +15 |

### Statistiche dei giocatori
| Giocatore      | Serie B  | Serie B |
| Giocatore      | Presenze | Reti    |
| -------------- | -------- | ------- |
| E. Bardelli    | 27       | -21     |
| G. Bartoli     | 1        | 0       |
| A. Battistella | 11       | 1       |
| F. Baucè       | 20       | 1       |
| U. Boniardi    | 33       | 1       |
| I. Brancaleoni | 28       | 0       |
| E. Caprile     | 21       | 3       |
| P. Cazzaniga   | 9        | 0       |
| E. Ferrazzi    | 3        | 0       |
| V. Ghiandi     | 31       | 9       |
| R. Grassi      | 1        | 0       |
| M. Gritti      | 22       | 6       |
| F. Malighetti  | 29       | 5       |
| G. Mezzadri    | 33       | 0       |
| S. Moneta      | 9        | 1       |
| L. Origgi      | 14       | 0       |
| N. Palazzoli   | 2        | 0       |
| B. Piemonte    | 1        | 0       |
| G. Radaelli    | 13       | 1       |
| V. Rigamonti   | 7        | -1      |
| A. Turconi     | 17       | 4       |
| C. Viciani     | 30       | 1       |
| G. Zanollo     | 12       | 1       |